# Axinella cannabina
Axinella cannabina är en svampdjursart som först beskrevs av Eugen Johann Christoph Esper 1794.  Axinella cannabina ingår i släktet Axinella och familjen Axinellidae. Inga underarter finns listade i Catalogue of Life.

## Bildgalleri

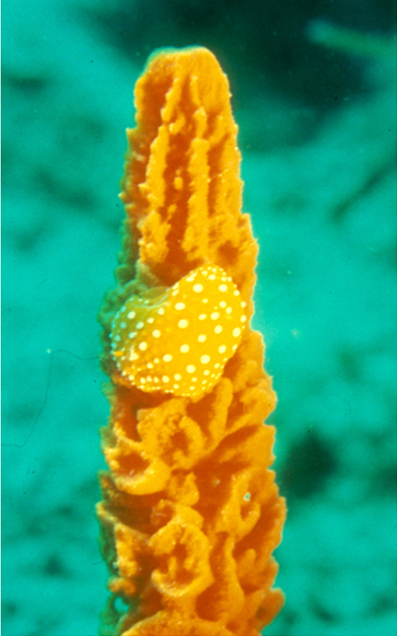